# ジェッダ (チャド)
ジェッダ（アラビア語: جيدا、）は、チャド中央部のバタ州にある町である。

## アクセス
この町にはジェッダ空港がある。